# Lorenzo's Oil
Lorenzo's Oil is een Amerikaanse dramafilm uit 1992 en is geregisseerd, geproduceerd en geschreven door George Miller. De film is gebaseerd op het waargebeurde verhaal van Augusto en Michaela Odone met hun zoon Lorenzo die leed aan de zeldzame ziekte adrenoleukodystrofie (ALD).

## Verhaal
Als de ouders van Lorenzo Odone steeds met gedrag van hun zoon te maken krijgen wat onverklaarbaar is, raadplegen ze de dokter die ze doorstuurt naar een specialist. Hieruit blijkt dat Lorenzo lijdt aan een dodelijke ziekte ALD (degeneratieve hersenafwijking), met een levensverwachting van hooguit enkele jaren. Een zoektocht naar een geneesmiddel wordt uiteindelijk gevonden met de olie Erucazuur.

## Rolverdeling
| Acteur                  | Personage            |
| ----------------------- | -------------------- |
| Nick Nolte              | Augusto Odone        |
| Susan Sarandon          | Michaela Odone       |
| Peter Ustinov           | Professor Nikolais   |
| Kathleen Wilhoite       | Deirdre Murphy       |
| Gerry Bamman            | Dokter Judalon       |
| Margo Martindale        | Wendy Gimble         |
| James Rebhorn           | Ellard Muscatine     |
| Noah Banks              | Lorenzo Odone        |
| Michael Haider          | Lorenzo Odone        |
| Billy Amman             | Lorenzo Odone        |
| Cristin Woodworth       | Lorenzo Odone        |
| Zack O'Malley Greenburg | Lorenzo Odone        |
| Elizabeth Daily         | Lorenzo Odone (stem) |

## Lorenzo Odone
De film eindigt met een duidelijke verbetering voor Lorenzo als hij veertien jaar oud is. De Lorenzo zelf waar de film op gebaseerd is, overleed in 2008 op 30-jarige leeftijd aan een complicatie van eten dat terecht was gekomen in zijn longen.

## Prijzen en nominaties
| jaar | prijs         | categorie                                                  | ontvangstnemer(s)            | uitslag     |
| ---- | ------------- | ---------------------------------------------------------- | ---------------------------- | ----------- |
| 1993 | Academy Award | Best Actress in a Leading Role                             | Susan Sarandon               | Genomineerd |
| 1993 | Academy Award | Best Writing, Screenplay Written Directly for the Screen   | George Miller & Nick Enright | Genomineerd |
| 1993 | Golden Globe  | Best Performance by an Actress in a Motion Picture - Drama | Susan Sarandon               | Genomineerd |